# Common Travel Area

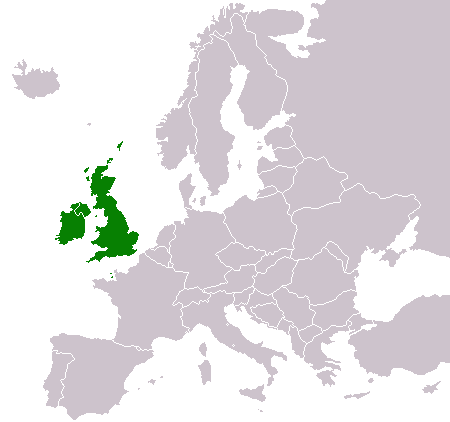
La Common Travel Area incluye las islas de Gran Bretaña, la Isla de Man, Jersey, Guernsey e Irlanda.

La Common Travel Area es una zona libre de pasaporte que comprende las islas de Irlanda, Gran Bretaña, la Isla de Man y las Islas del Canal. Las fronteras internas están sujetas a los mínimos o a ningún control fronterizo y pueden ser cruzadas con normalidad por cualquier ciudadano británico o irlandés con sólo el documento de identidad. El mantenimiento del área envuelve una considerable cooperación en cuanto a materia de inmigración por parte de ambos gobiernos británico e irlandés. El gobierno Irlandés impuso controles de inmigración a gente que entra en su territorio desde el Reino Unido desde 1997. Estos controles son obligatorios para los pasajeros de avión, algunos barcos y pasos terrestres. En 2008 el gobierno Británico anunció que tenía planes para imponer controles similares a los pasajeros que entren en el Reino Unido, lo cual si se lleva a cabo, sería el fin de la Common Travel Area.